# Geração Nocilla

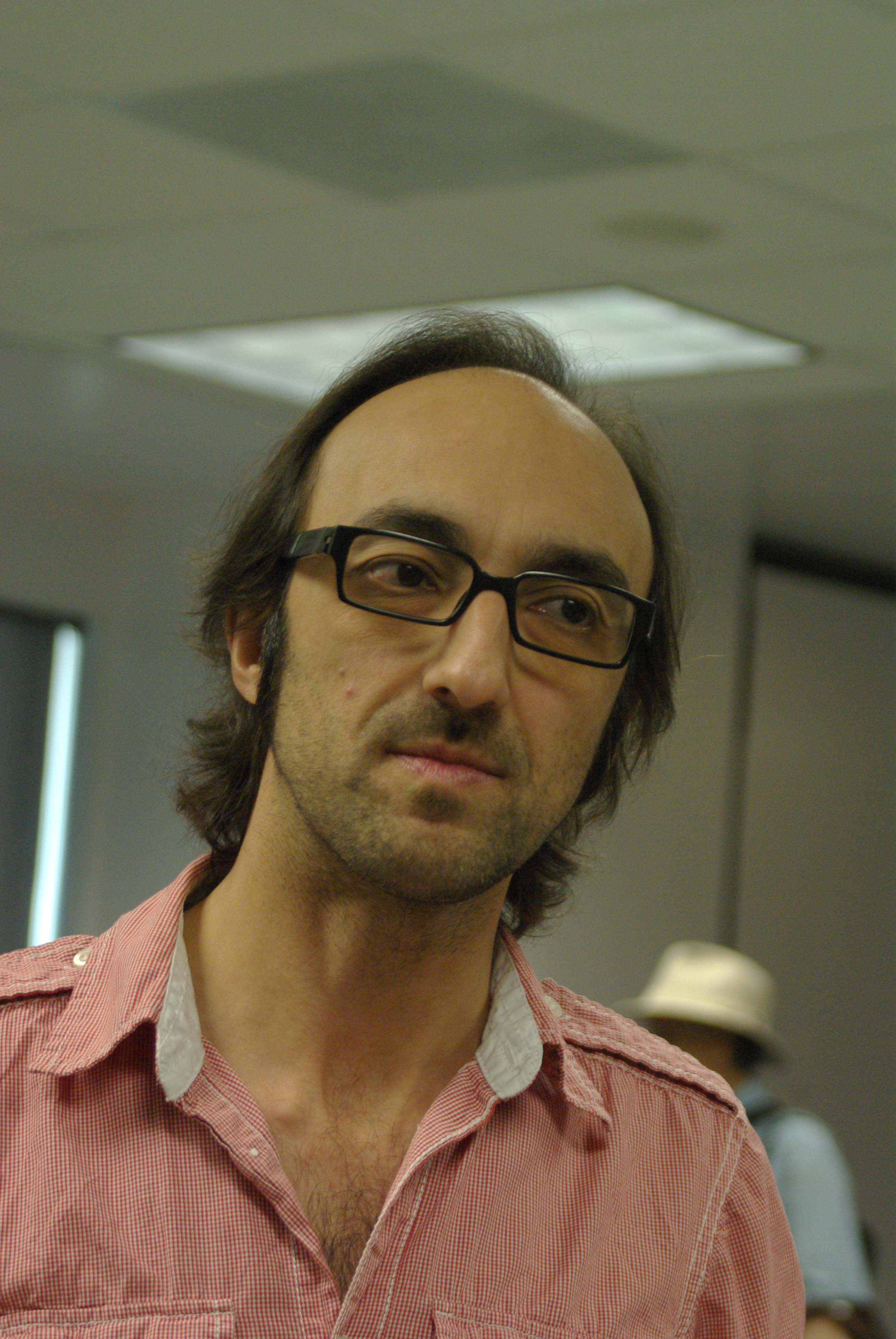
Agustín Fernández Mallo na Feira Internacional do Livro de Miami 2011.

Geração Nocilla , mais popularmente conhecida como Afterpop é o nome dado a uma grupo formado por um conjunto de escritores espanhóis nascidos entre 1960 e 1976.
O nome do grupo surgiu à partir da trilogia de novelas chamada Nocilla Project escrita por Agustín Fernández Mallo (A Corunha, 1967), inspirada no título da canção "Nocilla Que Merendilla!" do grupo de rock galego Siniestro Total. O termo foi utilizado pelas jornalistas Elena Hevia e Nuria Azancot para referir-se a um grupo de escritores que se reuniram nos dias 26 ao 28 de junho de 2007 no Atlas Literário Espanhol, um encontro de novos escritores promovido e organizado pela editorial Seix-Barral e pela Fundação José Manuel Lara na cidade de Sevilha.  O grupo possui certas características que o aproxima ao movimento McOndo formado por escritores da América do Súl. [cita [carece de fontes?]
O título Geração Nocilla é rechaçado pelo escritor espanhol Eloy Fernández Porta que prefere definir o movimento à partir de sua própria teoria crítica, discutida no ensaio Afterpop (Berenice, Córdoba, 2006). De acordo com ele a estética do grupo é uma resposta à condição social criada pelo excesso simbólico provocado pelos meios de comunicação de massa, não  se tratando de algo que surgiu de uma geração, ou de uma nação ou de uma literatura, mesmo que parte do produto que surgiu dessa resposta possa ser chamado de Geração Nocilla. Vicente Luis Mora prefere denominar esse movimento como La Luz Nueva. O grupo começou a ganhar visibilidade por volta de 2004.

## Características
Entre as características do grupo estão o uso de recursos como a fragmentação, a interdisciplinaridade, a enfase na utilização massiva de elementos da cultura pop conhecidos da juventude espanhola do início do século XXI. Se trata de uma "literatura zapping", povoada por um grande número de personagens que circulam na trama e não possuem como prioridade o desenvolvimento de tramas nem de desenlaces. É frequente o uso de técnicas como o collage, a apropriação de outros textos em nome da "nobre arte da reciclagem" e as estruturas abertas, com histórias que possuem um início mas não um fim. Muitos dos autores do movimento praticam a literatura eletrônica através do formato de blog ou bitácora e fazem hibridizações dos géneros literários. Inconformistas, publicam em editorias menores e se distanciam da literatura convencional. Tentam distanciar-se do que chamam "os comerciais ou tardomodernos", escritores aferrados aos gêneros clássicos e que seguem os moldes convencionais da literatura. Todos eles tem em comum a crítica ao poder da imagem e dos grandes meios de comunicação, e também a superação do conceito das duas Espanhas. [cita [carece de fontes?]
Alguns dos autores incluídos no grupo são Vicente Luis Mora (1970) e Jorge Carrión (1976), Eloy Fernández Porta (1974), Javier Fernández (1970), Milo Krmpotic (1974), Mario Bacia Sandoval (1975), Lolita Bosch (1970), Javier Calvo (1973), Domenico Chiappe (1970), Gabi Martínez (1971), Álvaro Colomer, Harkaitz Cano. E como precursores são citados Juan Francisco Ferre (1962), Germán Serra (1960) e Agustín Fernández Mallo (1967).

## Autores
Nuria Azancot cita como autores do grupo Vicente Luis Mora, Jorge Carrión, Eloy Fernández Porta, Javier Fernández, Milo Krmpotic, Oscar Gual, Mario Bacia Sandoval, Lolita Bosch, Javier Calvo, Doménico Chiappe, Gabi Martínez, Álvaro Colomer, Harkaitz Cano, Juan Francisco Ferré, Germán Serra e Fernández Mallo.
Vicente Luis Mora adiciona à lista: Diego Doncel, Mercedes Cebrián, Robert Juan-Cantavella, Salvador Gutiérrez Solís e Manuel Vilas.